# Petrus (Rot an der Rot)
Petrus († 21. oder 30. April 1401) (auch Petrus I. oder Peter I. genannt) war von 1397 bis 1401 der 15. Abt der Prämonstratenserabtei Rot an der Rot im heutigen Landkreis Biberach in Oberschwaben.

## Leben

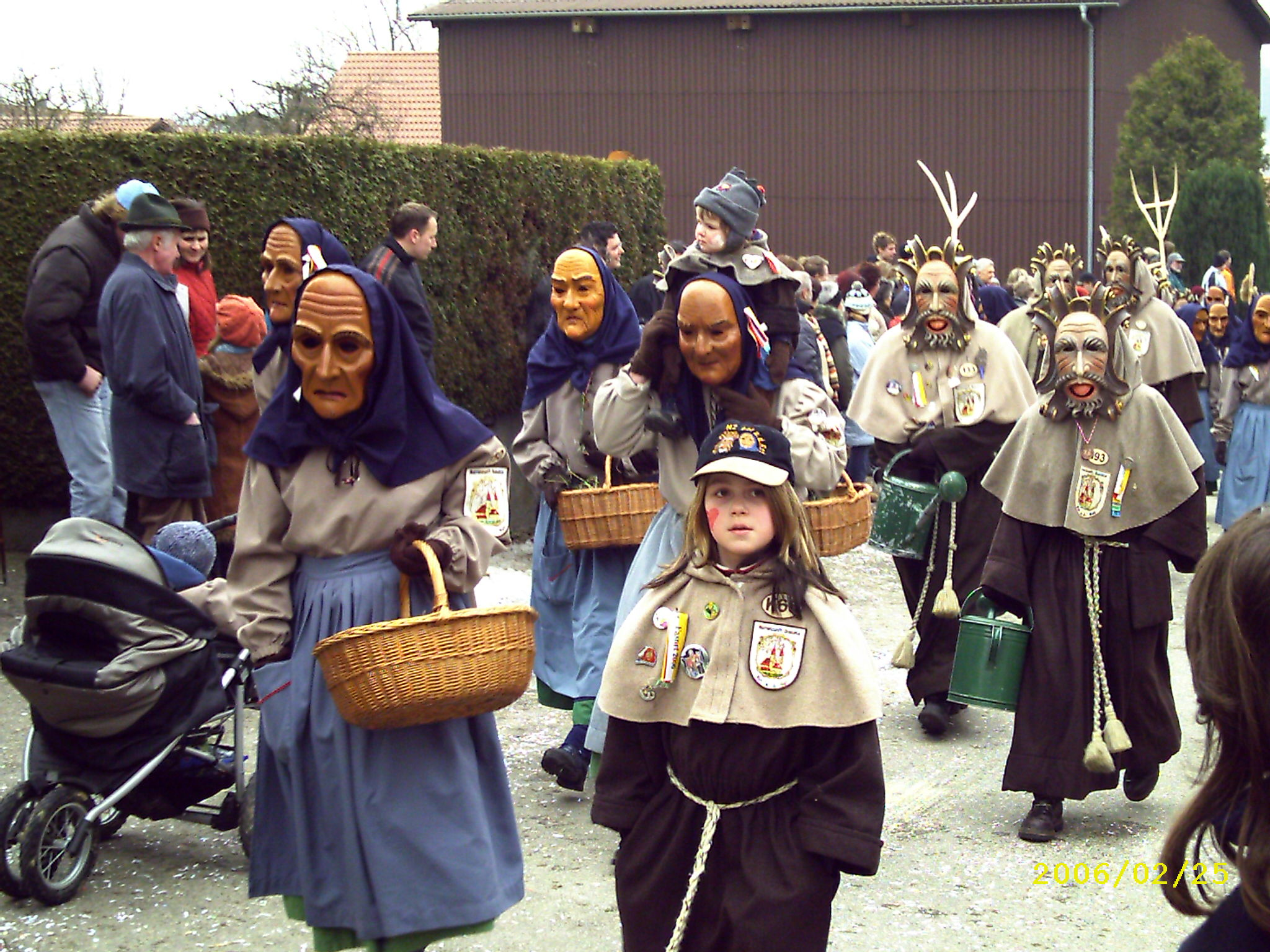
Zeller Umzug mit der Figur des „Bobohle“ und „Fronweible“ (2006)

Über Geburtsort, Herkunft oder Sterbeort von Abt Peter ist nichts bekannt. Er war vor seinem Eintritt ins Kloster offenbar vom Judentum zum Christentum konvertiert. Während seiner Amtszeit mussten die um die Mitte des 14. Jahrhunderts nach Rot inkorporierten Pfarreien Oy und Kronwinkel wieder ausgegliedert werden. Ob er den vorläufigen Niedergang der Abtei um 1400 durch angeblich betrügerische Machenschaften zu verantworten hatte, sei Petrus wohl nicht immer zu Recht angelastet worden. August Friedrich von Pauly wies bereits 1843 darauf hin, dass auch die Misswirtschaft zweier Vorgänger zu Verpfändungen und Veräußerungen geführt hatte. Generell sind in Bezug auf Peter die chronistischen Quellen und die ältere Literatur bis ins 19. und 20. Jahrhundert nicht frei von antijüdischen Motiven.

## Kulturelle Rezeption
Die 1984 gegründete Narrenzunft „Bobohle e. V. Rot an der Rot“, welche die schwäbisch-alemannischen Fastnacht in Rot pflegt, stellt einen Bezug zwischen Abt Petrus und der Figur des „Oberbobohle“ her. Tatsächlich sind geschichtliche Bezüge gegeben, doch lässt sich nicht sagen, wie alt die volkstümlichen und zugleich antijüdischen Überlieferungen sind. Ausgangspunkt für die Sagengestalt des Bobole oder Boppole waren die Berichte über die vermeintlichen oder tatsächlichen Betrügereien des Abts, sowie eine seit um 1600 im deutschsprachigen Raum bekannte Wandersage, die sich mit jeweils hochrangigen Geistlichen, bekehrten Juden, befasste. Diese wurde eingekleidet in einen verbreiteten, schmähenden und variantenreichen Zweizeiler. Kein Konvertit könne ein wahrer Christ werden, solange eine „Maus die Katz nit frisst“ oder umgekehrt, „so wenig als die Katz die Maus erwischt“.  Der erste Autor, der über die nach seiner Angabe mündlich mitgeteilte Sage vom Boppole in Rot schrieb, war 1861 der Theologe und Germanist Anton Birlinger.